# Ogljikov disulfid
Ogljikov disulfid je brezbarvna, hlapna in vnetljiva tekočina s kemijsko formulo CS2. Ogljikov disulfid je nevaren in lahko usoden, če se tekočina pogoltne ali vdihne. Spojina se pogosto uporablja kot strukturni blok v organski kemiji in tudi v industriji. 

## Nahajališča, pridobivanje, lastnosti
Majhne količine ogljikovega disulfida se sproščajo med vulkanskimi izbruhi in v močvirjih. 
Ogljikov disulfid se je v preteklosti proizvajal s sintezo iz oglja ali koksa in žvepla pri visokh temperaturah:
C + 2S → CS2
Sodobna sinteza poteka pri nižji temperaturi (600 °C). Kot vir ogljika uporablja naravni plin (metan). Reakcijo katalizirajo silikagel ali aluminijevi katalizatorji:
2 CH4 + S8 → 2 CS2 + 4 H2S
Reakcija je analogna zgorevanju metana.
Svetovna proizvodnja/poraba ogljikovega disulfida je približno milijon ton. Največji proizvajalec je Kitajska (49%), kateri sledi Indija (13%). Večina proizvoda se porabi v proizvodnji vlaken iz regenerirane celuloze.

### Topilo
Ogljikov disulfid je topilo za fosfor, žveplo, selen, brom, jod, masti, smole, gumo in asfalt. V preteklosti se je uporabljal za čiščenje enostenskih ogljikovih nanocevk.

## Reakcije
CS2 je zelo vnetljiv. Pri zgorevanju nastajata ogljikov in žveplov dioksid:
CS2 + 3 O2 → CO2 + 2 SO2

### Reakcije z nukleofili
CS2 je v primerjavi z izoelektronskim ogljikovim dioksidom šibkejši elektrofil. Medtem ko so reakcije nukleofilov s CO2 zelo reverzibilne in so obstojni  samo produkti z zelo močnimi nukleofili, so reakcije s CS2 termodinamično bolj ugodne in dopuščajo tvorbo produktov z manj reaktivnimi nukleofili. V reakcijah z amini, na primer,  nastajajo ditiokarbamati:
2 R2NH + CS2 → [R2NH2+][R2NCS2−]
Na podoben način iz ksantatov nastajajo alkoksidi:
RONa + CS2 → [Na+]2[ROCS2−]
Reakcija je osnova za pridobivanje regenerirane celuloze, ki je glavna sestavina viskoze, rajona in celofana. Ksantati in sorodni tioksantati (produkti obdelave CS2 s tiolati) se uporabljajo kot flotacijski agensi v procesiranju mineralov. 
V reakciji ogljikovega disulfida z natrijevim sulfidom nastane tritiokarbonat:
Na2S + CS2 → [Na+]2[CS32−]
Ogljikov disulfid nerad hidrolizira. Hidrolizo katalizira encim ogljikov disulfd hidrolaza.

### Redukcija
Z redukcijo ogljikovega disulfida z natrijem nastaneta natrijev 1,3-ditiol-2-tion-4,5-ditiolat in natrijev tritiokarbonat:
4 Na + 4 CS2 → Na2C3S5 + Na2CS3

### Kloriranje
Kloriranje ogljikovega disulfida je eden od načinov za proizvodnjo ogljikovega tetraklorida:
CS2 + 3 Cl2 → CCl4 + S2Cl2
Reakcija poteka preko vmesnega produkta tiofosgena (CSCl2).

### Kompleksne spojine
CS2 je  ligand za veliko kovinskih kompleksov. Tvori pi komplekse, na primer CpCo(η2-CS2)(PMe3).

## Polimerizacija
CS2 s fotolizo ali pod visokim tlakom polimerizira v netopno snov, ki se po njenem odkritelju Percyju Williamsu Bridgmanu imenuje "Bridgmanovo črno". Hrbtenico polimera delno tvori linearni tritiokarbonat (-S-C(S)-S-), ki je polprevodnik.

## Raba
75% proizvedenega ogljikovega disulfida se porabi v proizvodnji viskoznega rejona in celofana.
Ogljikov disulfid je cenjena surovina za sintezo ogljikovega tetraklorida. Razen tega se na široko uporablja za sintetiziranje organskih žveplovih spojin, kot so metam natrij, ksantati in ditiokarbamati, ki se uporabljajo v ekstraktivni metalurgiji in industriji gume.

### Nišna raba
Ogljikov disulfid se uporablja za zaplinjanje zrašno tesnih skladišč in drugih prostorov, dvigal za žito, živinskih vagonov, šlepov in mlinov za žito. Uporablja se tudi kot insekticid za zaplinjenje žita in rastlinjakov, konzerviranje sadja in dezinfekcijo zemlje, okužene z insekti in glistami.

## Vpliv na zdravje
Ogljikov disulfid se povezuje tako z akutnimi kot kroničnimi oblikami zastrupitev z različnimi simptomi. Tipična najvišja dopustna koncentracija CS2 je 30 mg/m3, 10 ppm.  Med mogoče simptome zastrupitve, vendar ne samo te, spadajo šumenje v ušesih ali odrevenelost, izguba apetita, zamegljen vid, krči, mišična oslabelost, bolečina, nevrofiziološke okvare, priapizem, erektilna disfunkcija, psihoza, keratitis in smrt zaradi odpovedi dihal.
Poklicna izpostavljenost ogljikovemu disulfidu je povezana s srčno-žilnimi boleznimi, zlasti možgansko kapjo.

## Zgodovina
Leta 1796 je nemški kemik Wilhelm August Lampadius (1772–1842) prvi pripravil ogljikov disulfid s segrevanjem pirita (FeS2)z vlažnim lesnim ogljem. Produkt je imenoval "tekoče žveplo" (flüssig Schwefel).
Sestavo ogljikovega disulfida sta leta 1813 določila švedski kemik Jöns Jacob Berzelius (1779–1848) in švicarsko-britanski kemik Alexander Marcet (1770–1822).